# Mieskatjärnarna (Hotagens socken, Jämtland, 713744-141993)
Mieskatjärnarna är en sjö i Krokoms kommun i Jämtland och ingår i Ångermanälvens huvudavrinningsområde. Mieskatjärnarna ligger i Gråberget-Hotagsfjällen Natura 2000-område.